# 693 هـ
693 هـ هي سنة في التقويم الهجري امتدت مقابلةً في التقويم الميلادي بين سنتي 1293 و1294.

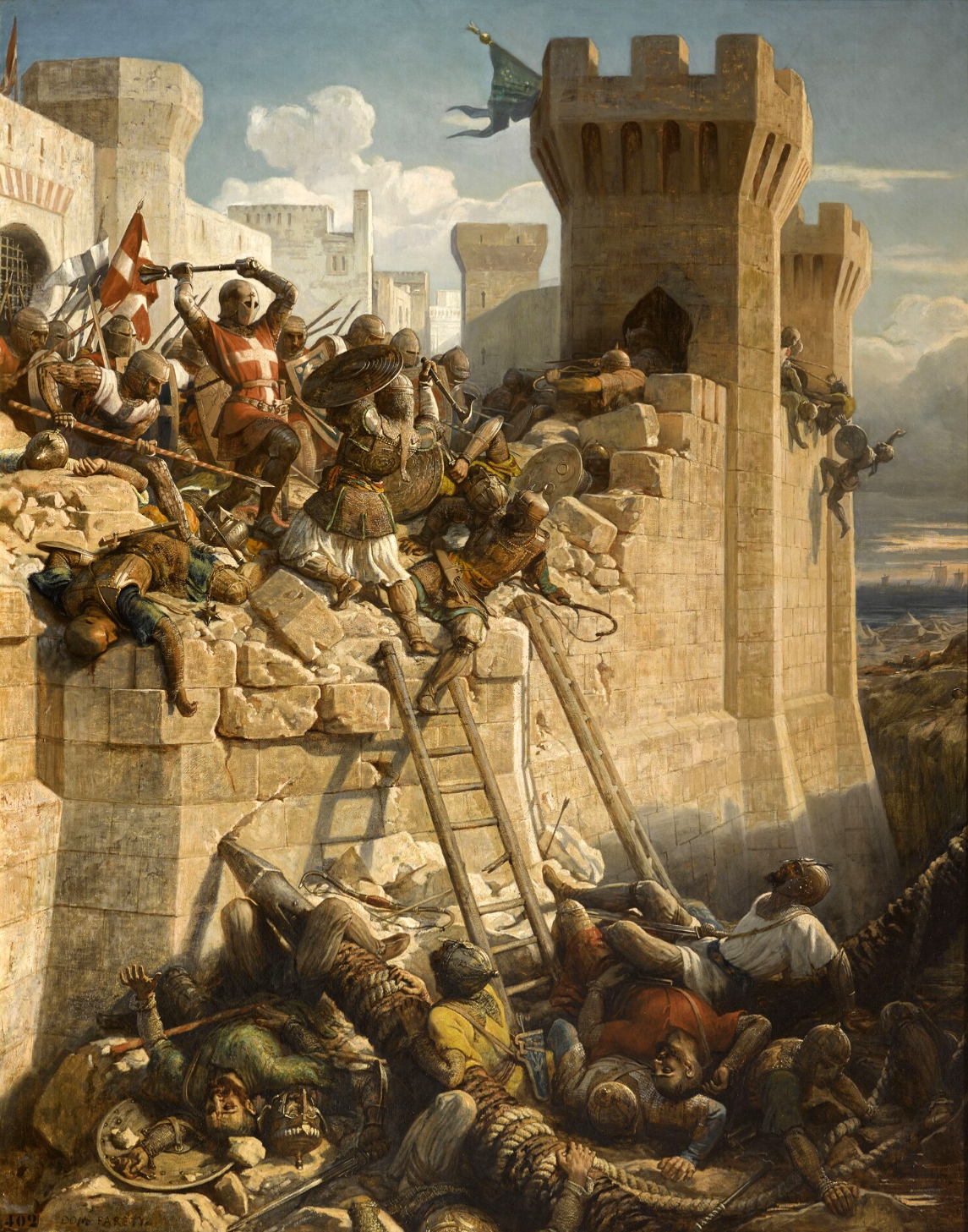
حصار عكا 1291. حيث انتصر المماليك فيما بعد في معركة عين جالوت

## وفيات
- روجر باكون
- الأشرف صلاح الدين خليل

- سنة 693 هـ الموافق 1293 م توفي قاضي قضاة دمشق - في ذلك الوقت - شهاب الدين محمد بن أحمد بن الخليل الخويي الشافعي عن 67 سنة.